# Kasteel Rotsart de Hertaing

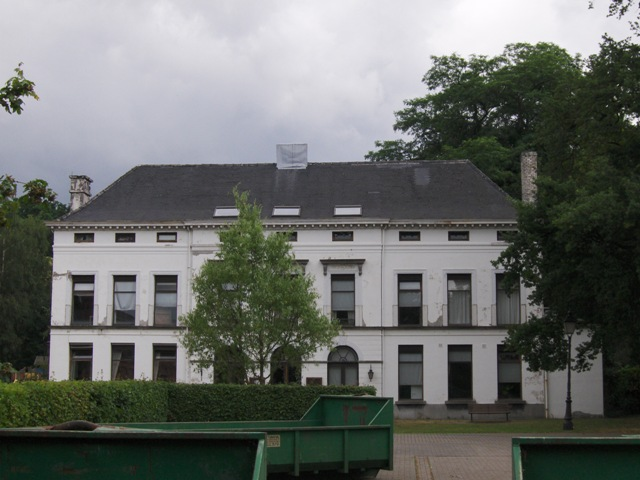
Kasteel Rotsart de Hertaing

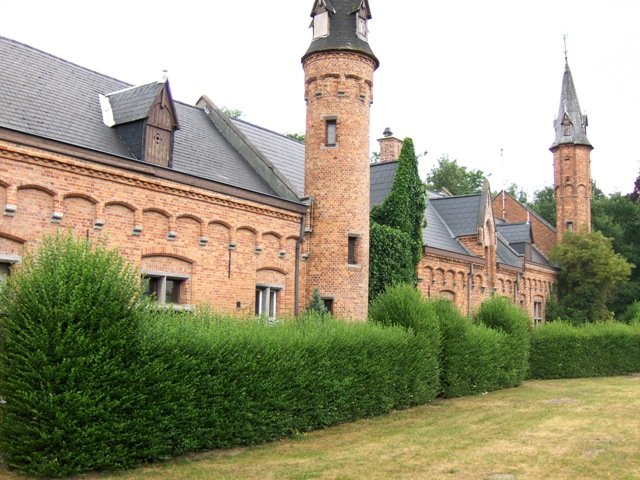
Neerhof

Het Kasteel Rotsart de Hertaing is een kasteel in de Oost-Vlaamse plaats Merelbeke, gelegen aan de Fraterstraat 212.

## Geschiedenis
Mogelijk was hier in de middeleeuwen al een hoeve die zich geleidelijk ontwikkelde tot een omgracht opperhof en een omgracht neerhof. Op de plaats van dit kasteel werd mogelijk in 1774 een nieuw kasteel gebouwd dat midden 19e eeuw werd omgevormd tot een neoclassicistisch kasteel op rechthoekige plattegrond, mogelijk naar ontwerp van Louis Minard. Slechts weinig is van het oudere kasteel overgebleven, waaronder een houten trap in Lodewijk XVI-stijl.
In 1974 werd het gebouw gerestaureerd en aan de achterzijde via een gang verbonden met een modern kantoorgebouw.
De entreehal werd omstreeks 1900 aangekleed in opdracht van de familie Rotsart de Hertaing waaronder de wandbekleding en het wapenschild met devies: think on.

## Neerhof
Het neerhof, gelegen aan Fraterstraat 214-216, bestaat uit voormalige dienstgebouwen in neogotische trant, die om een centraal plein zijn gegroepeerd. Ze dateren van omstreeks 1900 en werden in 1974 heringericht als winkelruimte en restaurant. Het bakstenen complex oogt als een neogotisch kasteeltje met torentjes en dergelijke.